# Концепция публичной сферы Юргена Хабермаса
Концепция публичной сферы (нем. die Öffentlichkeit) — это коммуникационная теория немецкого философа и социолога Юргена Хабермаса, рассматривающая массмедиа как регулятор общественной жизни и как особую площадку для формирования общественного мнения. Впервые теория высказана в книге «Структурное изменение публичной сферы: исследования относительно категории буржуазного общества», которая описывает зарождение публичной сферы, а также причины ее подъема и упадка.

## Основные положения теории
Юрген Хабермас формирует понятие публичной сферы, исходя из исторических контекстов английского, французского и немецкого развития в XVIII и XIX веках. Социолог связывает зарождение публичной сферы с развитием капитализма, благодаря которому информация начала распространяться как товар. Он отмечает, что пресса стала общедоступной и трансформировала докапиталистическое частное общество в общество социальное, где каждый человек зависит от себе подобных. Доступ к достоверной информации и возможность обсудить ее формируют не только публичную сферу, но и эффективное демократическое общество, по мнению Хабермаса.

#### Зарождение и расцвет публичной сферы
Политически действующая публичная сфера возникает раньше всего в Англии на рубеже XVII—XVIII веков. Силы, желающие иметь влияние на решения государственной власти, обращаются к резонерствующей публике — так возникает парламент.
Опираясь на работы Ганса-Ульриха Велера, Хабермас пишет, что зарождение публичной сферы в Германии явилось следствием эпохи Просвещения. К концу XVIII века в Германии формируется «небольшая, но критически дискутирующая публичная сфера», которая состояла из начитанных граждан среднего сословия. В это же время развивается сеть коммуникации. Число читателей растет, из-за чего публикуется все больше новых книг, газет, журналов; появляются новые авторы и издательства, увеличивается сеть публичных библиотек. Важную роль сыграло формирование просветительских союзов и объединений (в том числе масонские ложи), которые позволяли обсуждать общественно важные вопросы.
Класс предпринимателей стал достаточно состоятельным, чтобы добиться самостоятельности и избавиться от опеки государства и церкви. До этого в сфере общественной жизни доминировали двор и церковь, подчеркнуто демонстрировавшие приверженность феодальным обычаям, пока растущее богатство новых капиталистов не подорвало господства традиционной знати. Одним из проявлений этого богатства стала растущая поддержка предпринимателями всего, что было связано с литературой и литераторами: театра, кофеен, романов и литературной критики. Затем в свою очередь ослабла зависимость литераторов от покровителей, и, освободившись от традиционных зависимостей, они сформировало среду, критически настроенную по отношению к традиционной власти. Как замечает Хабермас «искусство светской беседы превратилось в критику, а острословие — в аргументы».
 Благодаря рыночным отношениям капитализм утрачивал свою зависимость от государства. Из-за низких издательских издержек и пассивности государственного аппарата пресса становится все более свободной. Свобода борьбы мнений на ее страницах, в свою очередь, способствовала возникновению политической оппозиции.
Важную роль в политизации общественной сферы во всей Европе сыграла Великая французская революция. До нее публичная сфера развивалась в русле литературной традиции. Революция же подняла статус прессы и политизировала литературу. Несмотря на давление цензуры, общественность начала открыто выражать свои взгляды и призывать к обсуждению значимых вопросов.
Хабермас отмечает, что публичная сфера тесно связана с правовой и экономической сферами, поэтому любые изменения в них влекут за собой преобразования как в публичной сфере, так и в политическом поведении общества.

#### Признаки публичной сферы
К XIX веку публичная сфера достигла своего расцвета. Юрген Хабермас выделяет следующие характерные ей черты: открытая дискуссия, критика действий власти, полная подотчетность, гласность и независимость действующих лиц от экономических интересов и контроля государства. Причем борьба с патернализмом стала одним из решающих факторов (наряду со становлением капитализма), который способствовал либерализации политической системы, появлению свободной прессы, а также более полному представительству капитала во власти.

#### Причины упадка публичной сферы
Развитие капитализма стало основной причиной не только расцвета публичной сферы, но и ее упадка. Благодаря дальнейшей рефеодализации отдельных сфер жизни общества «взаимопроникновение» и относительное равновесие отношений публичной сферы и частной собственности сместилось в пользу последней. Дебаты сменились агитацией в борьбе за частные интересы, политические партии начали получать финансирование от бизнеса, парламент больше не опирался на общественное мнение.
Однако Хабермас считает, что публичная сфера хоть и утратила свою независимость, но не исчезла. Сегодня она отчасти выражается в политических дебатах, выборах, опросах общественного мнения. С точки зрения Хабермаса, главным врагом рудиментов публичной сферы являются PR-технологии — это «маскарад, к которому участники дебатов прибегают, чтобы скрыть свои истинные интересы, рассуждая об „обществе всеобщего благосостояния“ или о „национальных интересах“, а это, в свою очередь, превращает дискуссию в современном обществе в „подделку под настоящую публичную сферу».

#### Публичная сфера сегодня и массмедиа
Параллельно трансформации публичной сферы происходят изменения в системе массмедиа. СМИ отслеживают события общественной жизни и в идеале должны служить площадкой для диалога власти с обществом. Но медиа сегодня в большей степени представляют собой монополистические организации, утратив свою важнейшую функцию — непредвзято доносить гражданам достоверные сведения. В XIX веке СМИ распространяли информацию, сегодня же под давлением государства и рекламодателей они формируют общественное мнение и потребности аудитории. Кроме того, Хабермас подчёркивает, что увеличение количества информации не означает к появлению более информированного общества: в этом случае больше не значит лучше.
На современном этапе сохранилось несколько институтов публичной сферы, однако они тоже разрушаются из-за процессов коммерциализации: публичные библиотеки, музеи и художественные галереи предлагают аудитории познавательно-развлекательный контент, чтобы быть востребованными и, самое главное, рентабельными. Это приводит к тому, что мыслительная деятельность индивида сводится к минимуму, поскольку развлекательная информация не предполагает ее критического осмысления.

## Критика концепции публичной сферы
Теорию Юргена Хабермаса часто критикуют. Многие исследователи этой проблемы не согласны с «полным упадком этой сферы, который вытекает из работы Хабермаса». Британский социолог Фрэнк Уэбстер отрицает утверждение Хабермаса, что публичная сфера в XIX веке была более развитой: в то время женщины не имели право голоса, да и большая часть населения была безграмотной. Сегодня публичная сфера более доступна как минимум из-за того, что люди имеют доступ к Интернету, следовательно, и к экспертной информации. Уэбстер также считает, что информационное пространство нельзя полностью лишать развлекательного контента.
Что касается общественного телевидения, которое Хабермас считает образцовым типом СМИ, Уэбстер приводит свои контраргументы: например, сотрудниками BBC могли стать только выпускники Кембриджа и Оксфорда, и телекомпания, несмотря на свой престиж, была замкнутой корпорацией.
Австралийский политолог Джон Кин также отвергает идею общественного вещания, если оно говорит от лица нации и существует на дотации государства. Вместо этого Кин предлагает создать сеть неправительственных организаций для споров граждан и информирования друг друга. Бламлер и Коуман, в свою очередь, предлагают создать электронную палату общин, чтобы массы могли получать достоверные сведения.
Социолог Григорий Юдин отмечает, что работа Хабермаса интересна тем, что предлагает наиболее основательную теорию общественного мнения, не уходя в «одну из двух крайностей: либо в овеществление общественного мнения, некритичное отношение к результатам опросов как к очевидной репрезентации общества; либо в скептицизм по отношению к опросам, который не дает увидеть их место в современной политике».
В 2000 году Джим Макгиган предложил понятие «культурной публичной сферы» – это своеобразная площадка, посредством которой люди обсуждают то, что задевает их за живое (брак, внешность, дети, внешняя уязвимость) – то, чем пренебрег Хабермас в своей теории.

## Актуальность теории
Книга «Структурное изменение публичной сферы: исследования относительно категории буржуазного общества» неоднократно переиздавалась на немецком и других европейских языках, но наибольшую популярность обрела после перевода на английский язык. Работу Хабермаса высоко оценили политологи, медиаисследователи, историки и философы, после чего Юрген Хабермас был признан выдающимся философом двадцатого века.